# David Teniers I

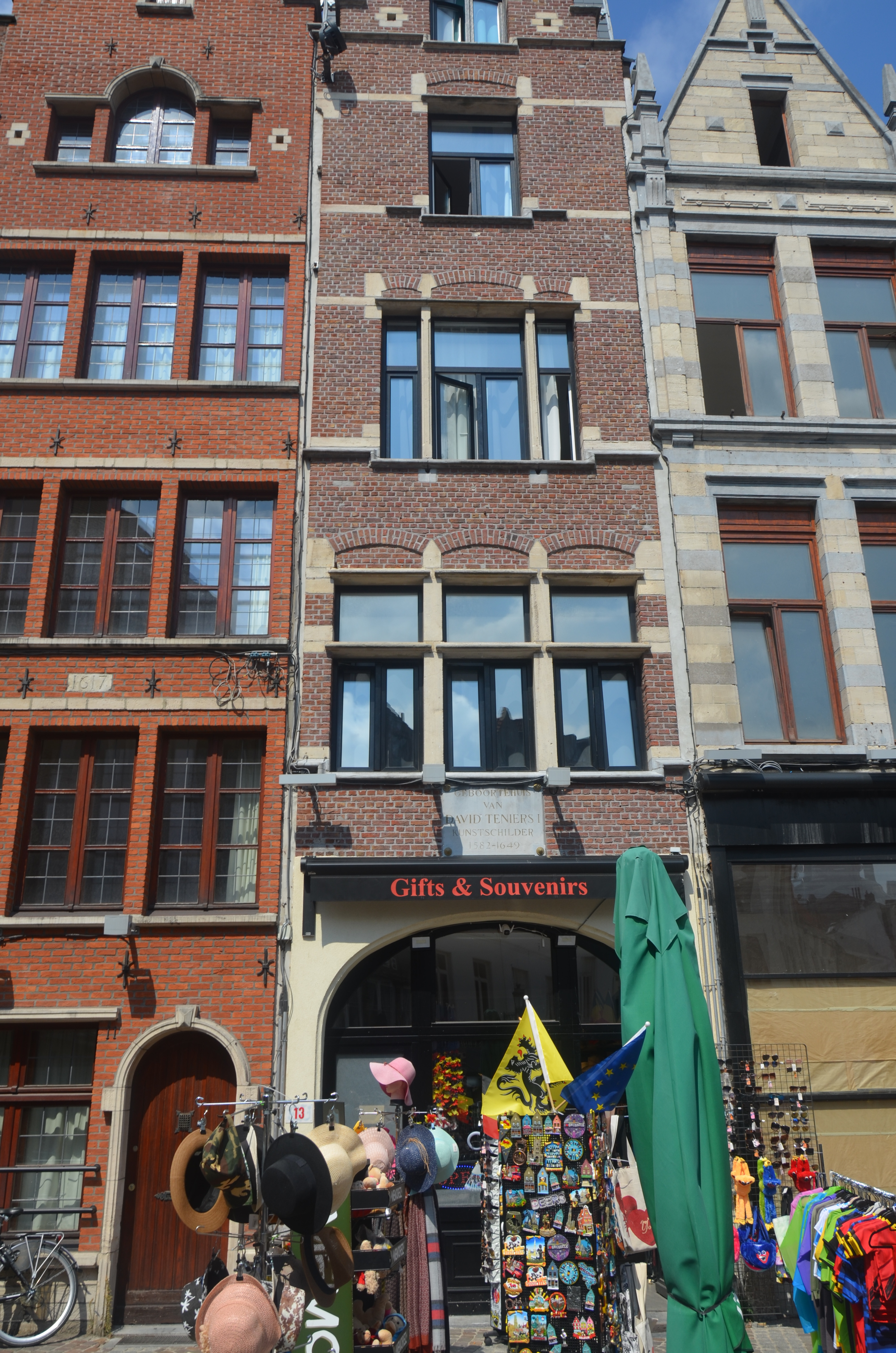
Geboorteplaats David Teniers-I naast de O.L..Vrouwkathedraal te Antwerpen

David Teniers (Antwerpen 1582 – 29 juli 1649) was een Zuid-Nederlands kunstschilder uit de barokperiode; hij wordt "de Oude" genoemd om hem te onderscheiden van zijn zoon David Teniers (II) de Jonge en zijn kleinzoon David Teniers (III). 

## Jeugd
David Teniers kreeg een eerste schildersopleiding van zijn broer Juliaen, en was achtereenvolgens in de leer bij Rubens in Antwerpen en bij Elsheimer in Rome; in 1606 trad hij toe tot het Antwerpse Sint-Lucasgilde. 
Teniers probeerde grote religieuze, historische en mythologische composities te maken; toch werd hij vooral bekend om zijn landschappen en dorpstaferelen, gekenmerkt door een levend gevoel voor humor, en die weleens verward worden met het vroege werk van zijn zoon David (II). Hij werkte samen met Pieter Neeffs (I).
Werk van deze schilder is te vinden in Sint-Pauluskerk (Antwerpen), in Wenen, Londen, Sint-Petersburg, Madrid, Brussel, Dowaai, München, Dresden en Berlijn.  
Teniers was ook een succesvol handelaar in schilderijen; het is bekend dat hij in 1635 in Saint-Germain, Parijs, was met een groot aantal schilderwerken van hemzelf en van zijn vier zonen.

## Trivia
- Zijn geboortehuis is gelegen aan de Handschoenmarkt nr 13 te Antwerpen

## In populaire cultuur
- Teniers werd samen met Jacob Jordaens, Antoon van Dyck en Peter Paul Rubens opgevoerd als personages in het Suske en Wiske-album De raap van Rubens (1977). Gezien het verhaal zich afspeelt in 1620 is het duidelijk dat David Teniers de Oudere bedoeld wordt en niet zijn zoon, die toen tien jaar oud was.

Werken van David Teniers I
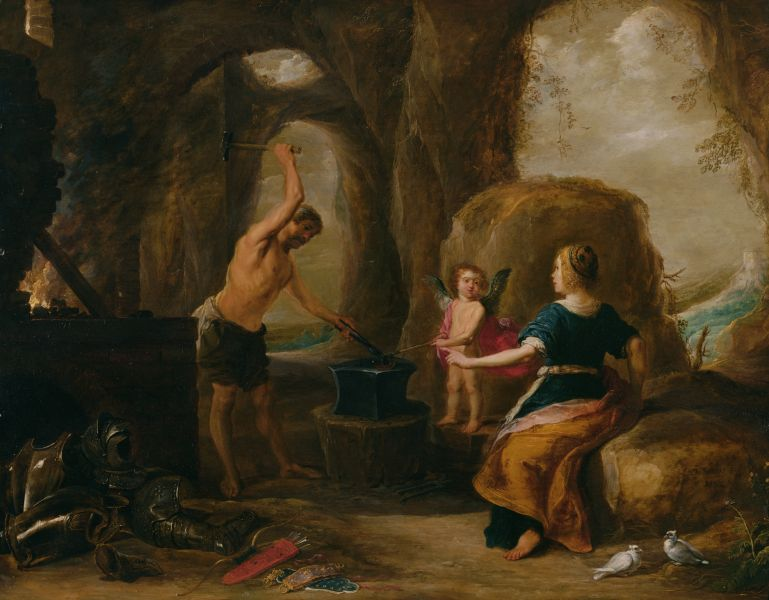
Venus bezoekt Vulcanus' smidse, 1638 The National Museum of Western Art, Tokio
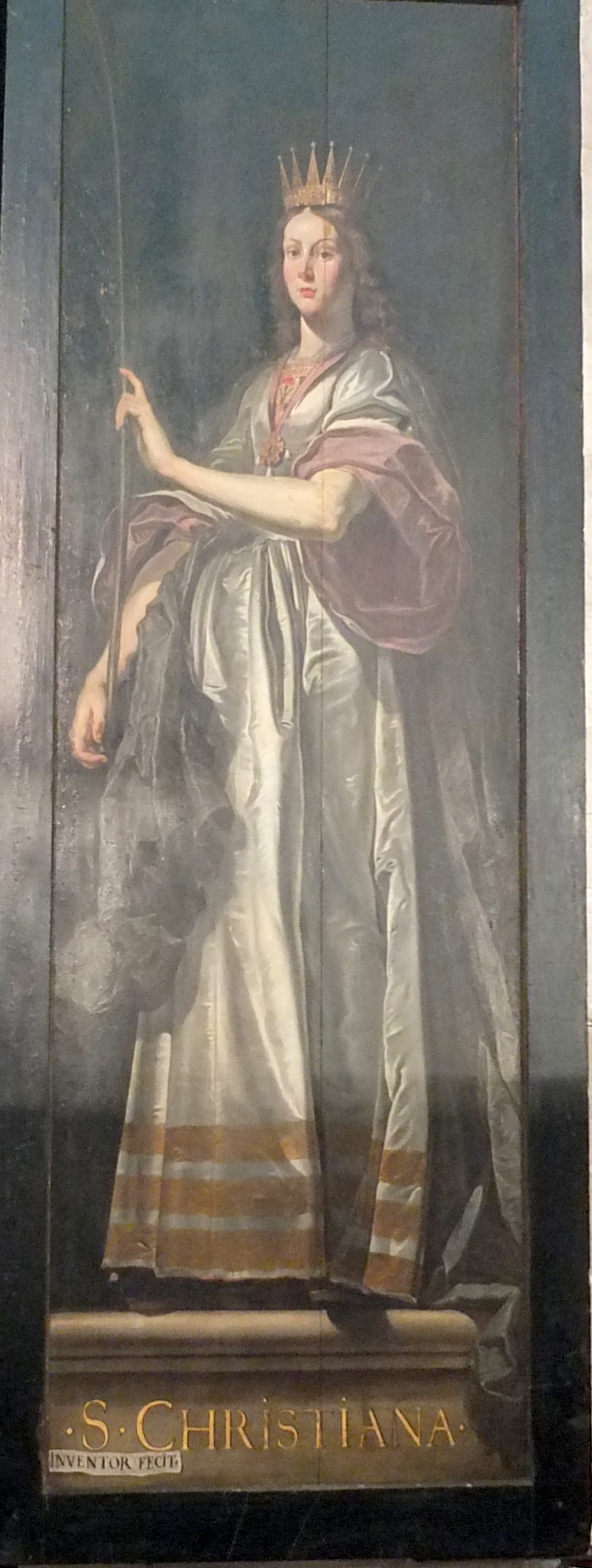
Rechterpaneel van Verheerlijking van Christus drieluik met op de zijluiken Heilige Christiana en Hilduardus, gesigneerd en gedateerd David Teniers de Oude, 1617, Onze-Lieve-Vrouwekerk (Dendermonde)
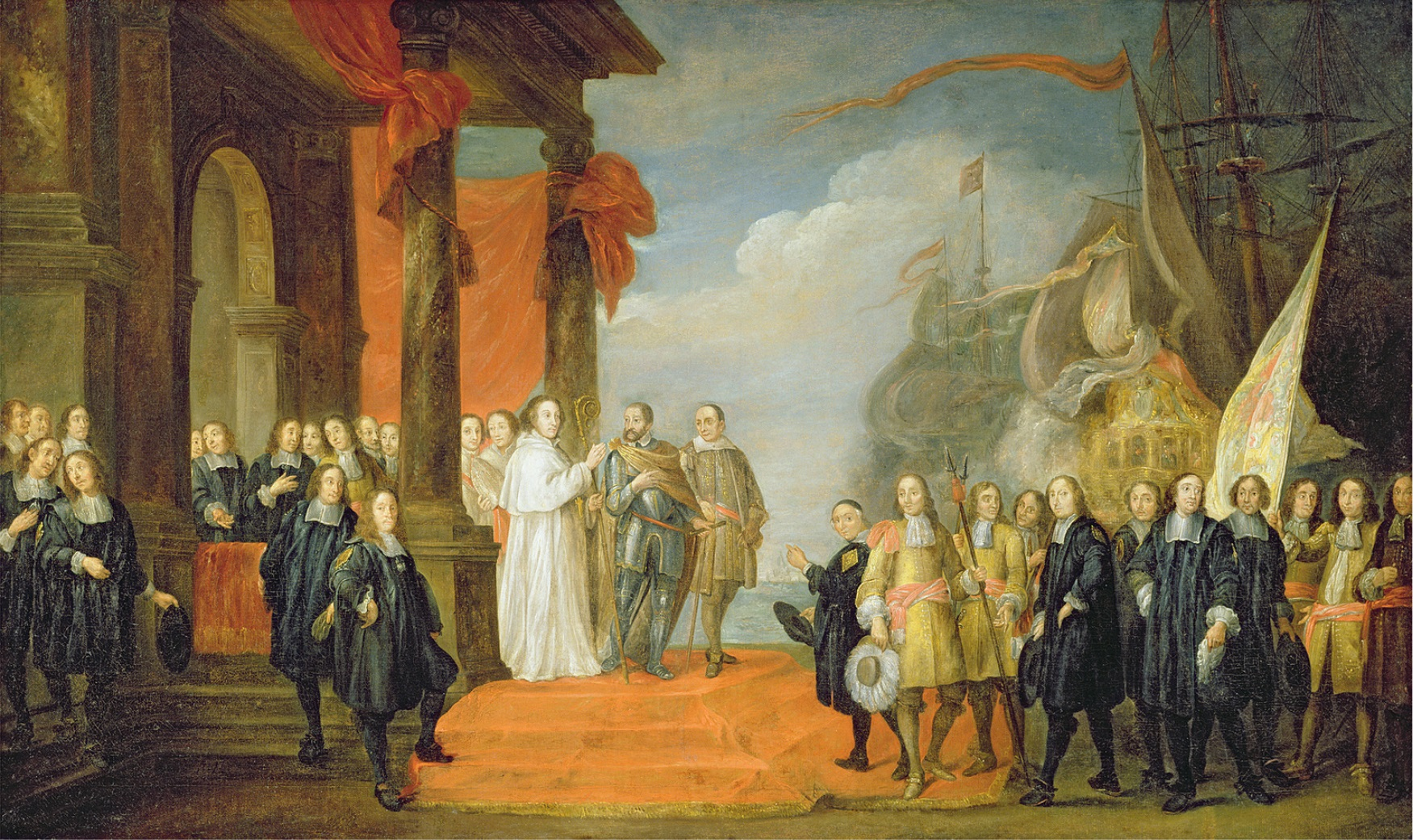
Keizer Karel V verlaat Dordrecht